# Абе Теруо
Абе Теруо (яп. 安部 輝雄) — японський футболіст, який грав на позиції захисника.

## Клубна кар'єра
Грав за команду Kwangaku Club.

## Виступи за збірну
Дебютував 1934 року в офіційних матчах у складі національної збірної Японії. У формі головної команди країни зіграв 2 матчі. Був учасником Far Eastern Championship Games 1934 року.

## Статистика
Статистика виступів у національній збірній.
| Збірна Японії | Збірна Японії | Збірна Японії |
| Роки          | Ігри          | голи          |
| ------------- | ------------- | ------------- |
| 1934          | 2             | 0             |
| Усього        | 2             | 0             |